# Општина Осломеј
Општина Осломеј је некадашња општина Југозападне области у Северној Македонији. Седиште општине било је истоимено село Осломеј.
Године 2013. општина Осломеј је прикључена општини Кичево.

## Положај
Општина Осломеј налазила се у западном делу Македоније. Са других страна налазиле су се друге општине Македоније:
- север — Општина Гостивар
- исток — Општина Македонски Брод
- југ — Општина Вранештица
- југозапад — Општина Кичево
- запад — Општина Зајас

## Природне одлике
Рељеф: Некадашња општина Осломеј заузимала је виши део Кичевског поља. На истоку општине уздизала се планина Коњаник.
Клима: На подручју некадашње општине Осломеј влада оштрија варијанта умерене континенталне климе због знатне надморске висине.
Воде: Најважнији ток у на подручју некадашње општине Осломеј је река Зајаска река, а сви мањи водотоци су њене притоке.

## Становништво
Општина Осломеј имала је по последњем попису из 2002. г. 10.525 ст., од чега у седишту општине, селу Осломеју, свега 40 ст. (0,4%). Општина је била средње густо насељена.
Национални састав по попису из 2002. године био је:
|           | Број   | Постотак |
| Укупно    | 10.525 | 100%     |
| Албанци   | 10.357 | 98,4%    |
| Македонци | 110    | 1,0%     |
| остали    | 58     | 0,6%     |

## Насељена места
Некадашња општина Осломеј укључивала је 17 насељених места, сва са статусом села:
| - Осломеј - Аранђел - Бериково - Гарани - Жубрино - Јагол | - Јагол Доленци - Ново Село - Папрадиште - Поповљани - Премка - Стрелци | - Србица - Туин - Ћафа - Црвивци - Шутово |  |